# Vlastenecká unie Kurdistánu

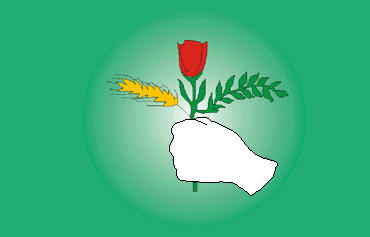
Vlajka strany

Vlastenecká unie Kurdistánu (kurdsky Yakêtî Nîştimanî Kurdistan) je socialistická či sociálně demokratická strana působící v irácké části Kurdistánu. Důležitou součástí programu je i kurdský nacionalismus. Byla založena 1. června 1975, barvou strany je zelená. Strana je součástí kurdské Demokratické vlastenecké aliance a Socialistické internacionály.